# Masafumi Yokoyama
Masafumi Yokoyama (横山 正文, Yokoyama Masafumi) est un footballeur japonais né le 10 avril 1956 dans la préfecture de Nagasaki au Japon.